# Радожда
Радожда (мкд. Радожда) је насеље у Северној Македонији, у крајње западном делу државе. Радожда припада општини Струга.

## Географија
Насеље Радожда је смештено у југозападном делу Северне Македоније, близу државне границе са Албанијом (2 km јужно од насеља). Од најближег града, Струге, насеље је удаљено 10 km јужно.
Радожда се налази у историјској области Охридски крај, која обухвата приобаље Охридског језера. Насеље је смештено на западној страни језера, подно планине Јабланице, која се издиже даље, ка западу. Село је „прикљештено“ између језера и стрмих брда. Надморска висина насеља је приближно 710 метара.
Клима у насељу, и поред знатне надморске висине, има жупне одлике, па је пре умерено континентална него планинска.

## Историја
У месту је децембра 1930. године основана Соколска чета. Најзаслужнији је био учитељ Стијовић, који је завршио течај за оспособљавање за соколски рад.

## Становништво
Радожда је према последњем попису из 2002. године имала 808 становника.
Већину становништва насеља чине етнички Македонци (99%), а остало су махом Срби.
Претежна вероисповест је православље.